# Oeiras Parque
O Oeiras Parque é um centro comercial localizado no concelho de Oeiras, região da Grande Lisboa. Gerido pela Mundicenter, foi inaugurado a 22 de Abril de 1998, sendo considerado o primeiro grande shopping do concelho.
Em 2017 começaram as obras de ampliação e requalificação do centro. Foi adicionado um 3 piso, onde fica localizada a nova zona de restauração e cinemas. Durante as obras o centro comercial manteve as portas abertas e foi havendo intervenções por zona.

## Piso 1
O Piso 1 é ocupado por várias lojas (incluindo uma Fnac, Sport Zone, Worten, Zara) e a principal loja âncora do shopping, o hipermercado Continente. Originalmente ocupado pela insígnia Carrefour, o hipermercado mudou de marca em 2008, após a venda das lojas Portuguesas do Grupo Carrefour à Sonae, transformando-se em Continente.
O centro comercial oferece ainda um Espaço Cidadão, local onde são disponibilizados diversos serviços de várias entidades administrativas.

## Piso 2
O piso 2, foi reorganizado e tem novas lojas maioritariamente de moda, entre elas, Guess, Hugo Boss, Lacoste, Adolfo Dominguez, GrandOptical, Loja ONE, Sportino e ainda um quiosque cafetaria/pasteleria Leitaria da Quinta do Paço.

## Piso 3
O novo piso, após as obras de ampliação e renovação, ficou com a praça de restauração, esplanada superior e 6 salas dos Cinemas NOS. Os restaurantes situados são eles McDonald’s, Pizza Hut, Walk To Walk, H3, Portugália, Sushicafé,  Block House, e outros.

## Localização e acessos
O Oeiras Parque goza de bons acessos rodoviários, sobretudo pela auto-estrada A5, Estrada de Oeiras e Estrada de Paço de Arcos. Serve cerca de 200 mil pessoas, entre população de Oeiras e de concelhos limítrofes, beneficiando ainda da proximidade de vários pólos empresariais, a destacar a Quinta da Fonte, Lagoas Park e Taguspark.

## Transportes
Comboios de Portugal - Estação Paço de Arcos (seguir a pé ou apanhar o autocarro 1120 sentido Estação de Oeiras)
Paragens diretas:
1115 Caxias (Pedreira Italiana) ⇆ Lage (Centro)
1117 Caxias (Quinta da Moura) ⇆ Lage (Centro)
1120 Paço de Arcos (Estação Norte) ⇆ Oeiras (Estação Norte)
1121 Oeiras | Circular ↺
1122 Paço de Arcos (Bº Joaquim Matias) ⇆ Caxias (Pedreira Italiana)
1125 Porto Salvo | Circular ↺
1604 Carcavelos Estação ⇆ Parede (Terminal)
1606 Carnaxide (Av. João Paulo II) ⇆ Carcavelos (Nova SBE) via Terrugem
Paragens não diretas:
1523 Oeiras (Estação Norte) ⇆ Cacém (Estação)
1529 Oeiras (Estação Norte) ⇆ Oeiras Golf Residence
1530 Oeiras (Estação Norte) ⇆ Queluz (4 Caminhos)
1601 Amadora Este (Metro) ⇆ Carcavelos (Praia)
1602 Carcavelos (Praia) ⇆ Queluz (4 Caminhos)

### Transporte em desuso
O SATU - Sistema Automático de Transporte Urbano, serviu de ligação entre o Oeiras Parque (estação Fórum) e a linha de Cascais na estação ferroviária de Paço de Arcos (estação Navegantes) até ao seu encerramento em Maio de 2015. A estrutura deste meio de transporte mantém-se actualmente trancada e sem uso.

## Serviços
Elevadores
 Acessibilidade para pessoas com mobilidade reduzida
 Telefones Públicos
 WC/ Fraldários
 Praça de Táxis (Localizada na Zona Verde - Piso -2)
 Parque de Estacionamento Grátis (2500 Lugares, Pontos de carregamento de carros elétrico (Zona Laranja -2), Parque de bicicletas, Pisos -1, -2)
 Espaço Cidadão
 Ponto Navegante Oeiras (Entrada Principal)
 WiFi Grátis
 Farmácia Veritas